# إليز كريستي
إليز كريستي (بالإنجليزية: Elise Christie)‏ هي متزلجة على مسار قصير بريطانية، ولدت في 13 أغسطس 1990 في ليفينغستون في المملكة المتحدة.

## وصلات خارجية
- إليز كريستي على موقع ShortTrackOnLine.info (الإنجليزية)
- إليز كريستي على موقع اللجنة الأولمبية الدولية (الإنجليزية)
- إليز كريستي على موقع أوليمبيديا (الإنجليزية)
- إليز كريستي على موقع اللجنة الأولمبية البريطانية (الإنجليزية)